# Étoile ferroviaire de Limoges

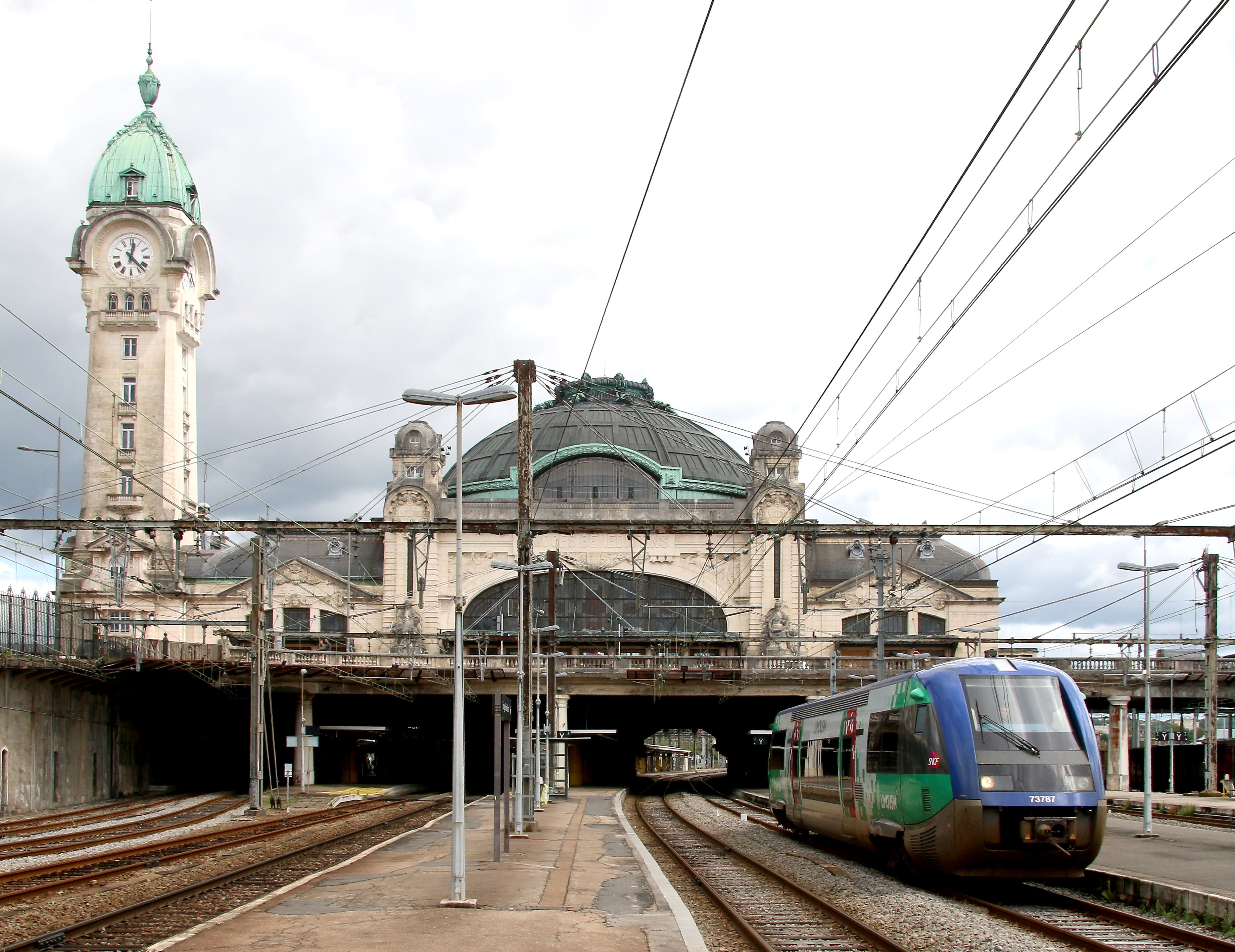
Train TER (en livrée TER Limousin) en gare de Limoges, cœur de l'étoile ferroviaire.

L'expression d'« étoile ferroviaire de Limoges » désigne le réseau ferroviaire organisé en étoile autour de la ville de Limoges, dans le département français de la Haute-Vienne, et de ses deux gares historiques, Limoges-Bénédictins et dans une moindre mesure Limoges-Montjovis, à partir de 1856.
Ce réseau comporte cinq branches au départ de Limoges, mais peut être étendu à huit à neuf branches si l'on considère l'ensemble des lignes desservies par des trains directs au départ de Limoges. Ces neuf branches sont encore au moins en partie desservies par des trains en 2025.

## Description
La gare de Limoges-Bénédictins, principale gare de Limoges, est au cœur d'une étoile ferroviaire à neuf branches. La liste suivante décrit les cinq branches et leurs ramifications formant un total de neuf branches en mentionnant leurs directions principales, à partir du nord et dans le sens horaire :
- vers La Souterraine, Châteauroux, Orléans et Paris (ligne des Aubrais à Montauban, dite POLT)
  - vers Guéret et Montluçon (ligne de Saint-Sulpice-Laurière à Montluçon)
    - vers Aubusson et Felletin (ligne de Busseau-sur-Creuse à Felletin)

  - vers Ussel (ligne du Palais à Ussel)
- vers Brive-la-Gaillarde, Cahors et Toulouse (ligne des Aubrais à Montauban, dite POLT)
- vers Périgueux et Bordeaux (ligne de Limoges à Périgueux)
  - vers Saint-Yrieix-la-Perche et Brive-la-Gaillarde (ligne de Nexon à Brive)
- vers Saint-Junien et Angoulême (ligne de Limoges à Angoulême)
- vers Bellac et Poitiers (ligne de Limoges à Bellac).

## Histoire

Chronologie de la constitution de l'étoile
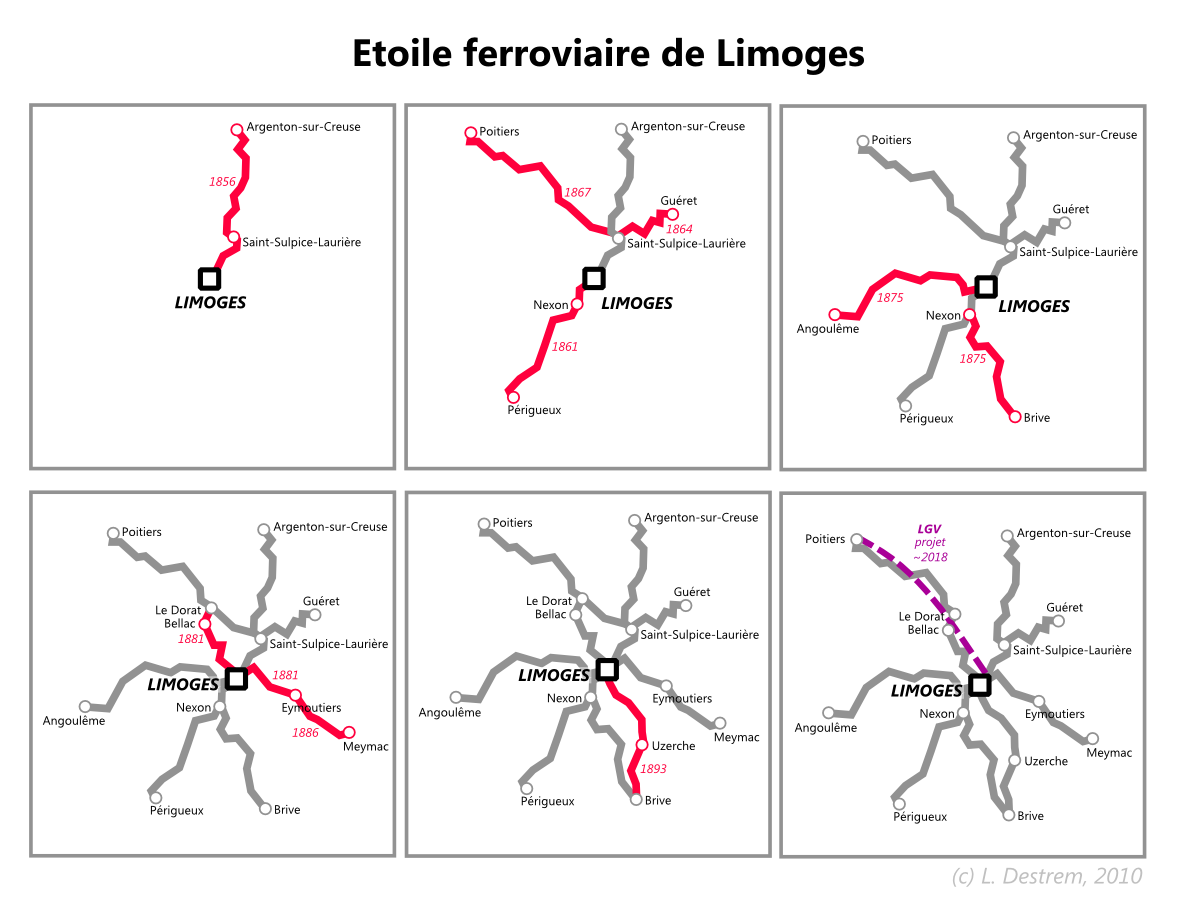

### Constitution progressive

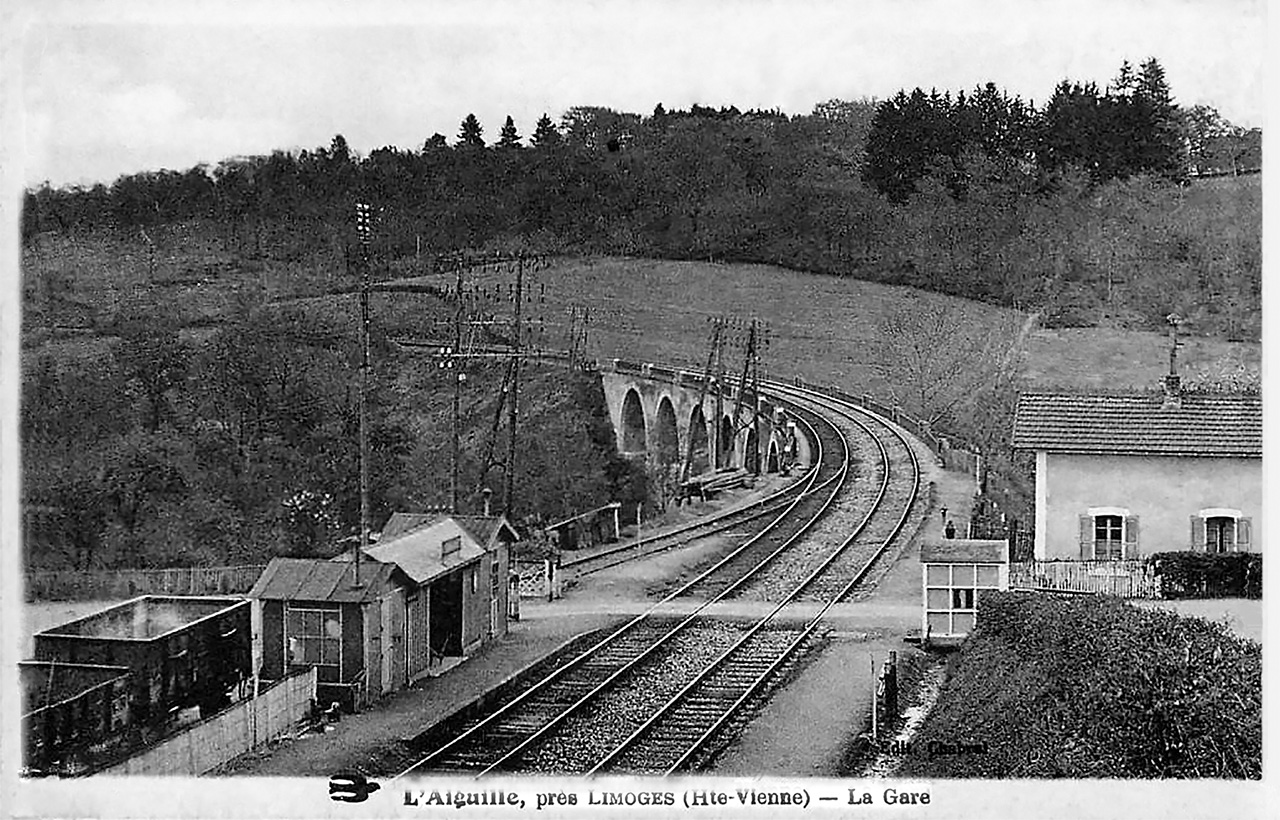
La ligne de Limoges à Périgueux en 1914, ici près de l'Aiguille.

La première branche de ce qui constitue ensuite l'étoile ferroviaire de Limoges est créée en juin 1856, avec l'ouverture de la portion de la ligne reliant Vierzon à Limoges.
Cinq ans plus tard, Limoges cesse d'être un cul-de-sac ferroviaire avec la création de la ligne vers Périgueux. En 1864 puis 1867, deux autres branches se connectent à la première à partir de la gare de Saint-Sulpice-Laurière, permettant la circulation de trains depuis Limoges par Saint-Sulpice vers Guéret d'une part, et Le Dorat et Poitiers d'autre part.
En avril 1875, une nouvelle branche au départ du centre de Limoges est créée, avec la mise en service de la ligne reliant Limoges-Montjovis à Angoulême, raccordée rapidement à la gare des Bénédictins. En décembre de la même année, une branche annexe est connectée à la ligne de Périgueux à Nexon, et permet dès lors de rallier gare de Brive-la-Gaillarde par Saint-Yrieix et Pompadour.

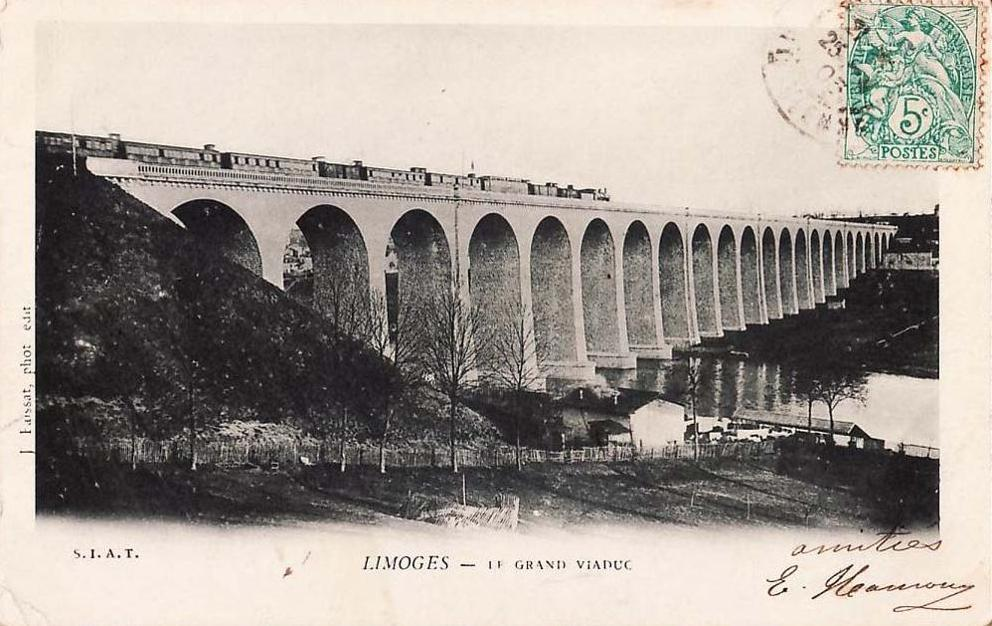
Le viaduc ferroviaire de Limoges, construit en 1891 pour la nouvelle ligne vers Brive par Uzerche.

D'autres lignes sont créées dans le dernier quart du XIXe siècle : c'est le cas vers Eymoutiers puis Meymac et Ussel (1881-1886). Deux autres liaisons sont raccourcies : vers Poitiers par l'ouverture de la ligne du Dorat à Limoges-Bénédictins (1880-1881), et vers Brive par la création de la section Limoges-Uzerche-Brive en 1891.

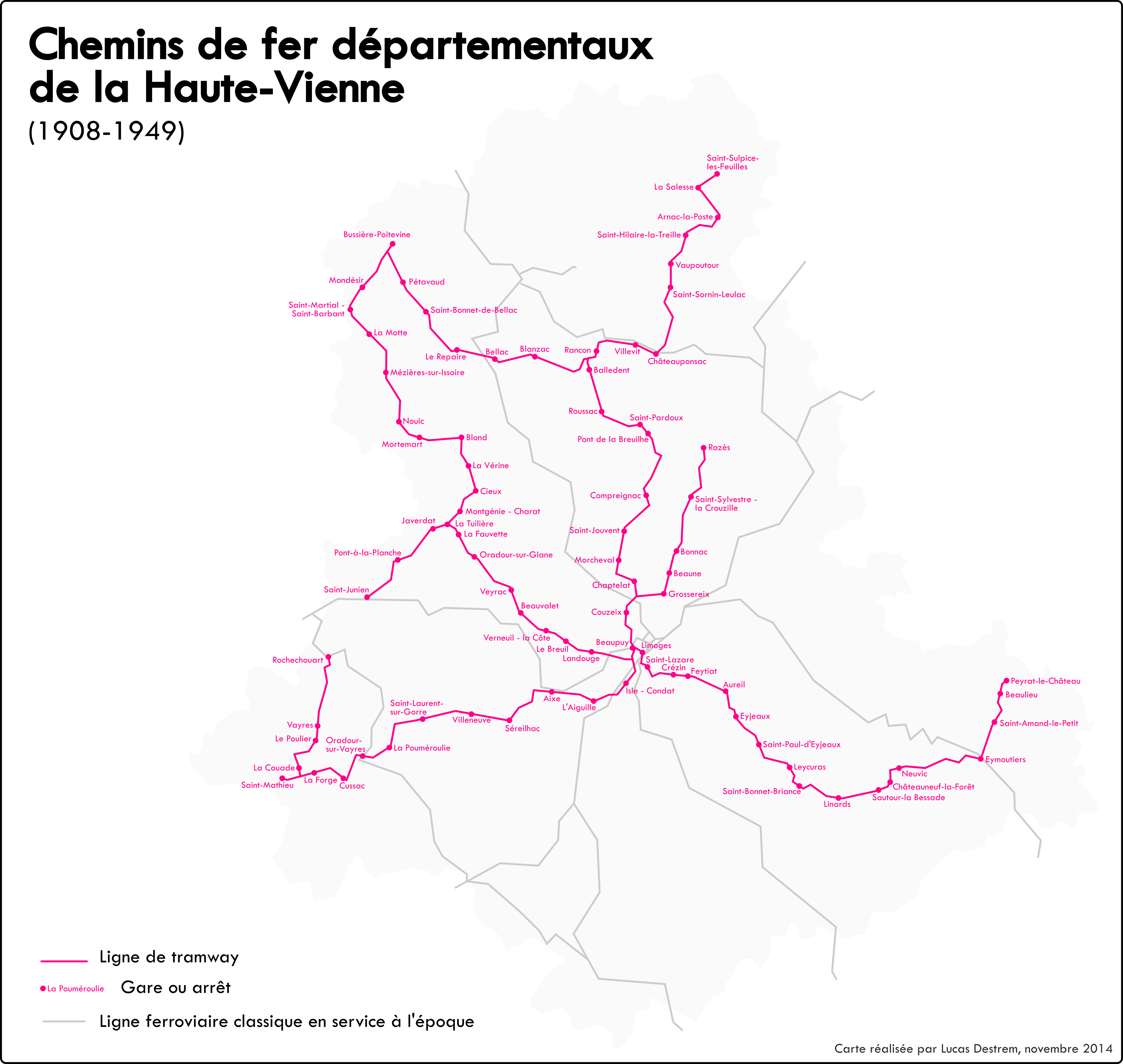
À partir des années 1900, les lignes du tramway départemental (CDHV) portent à sa densité maximale l'étoile ferroviaire de Limoges.

Ce réseau est même enrichi par la mise en service des lignes secondaires des Chemins de fer départementaux de la Haute-Vienne, qui pendant les premières décennies du XXe siècle, permettent de rallier les campagnes haut-viennoises au départ de Limoges.

### Démantèlement partiel
Face à la dégradation de l'infrastructure, plusieurs chantiers de maintenance sont engagés au début des années 2020.
Plusieurs des branches de l'étoile sont toutefois menacées dans les années 2010 et 2020, par leur vétusté et le retrait temporaire des dessertes ferroviaires (c'est le cas de la ligne d'Angoulême, et de celle de Pompadour).

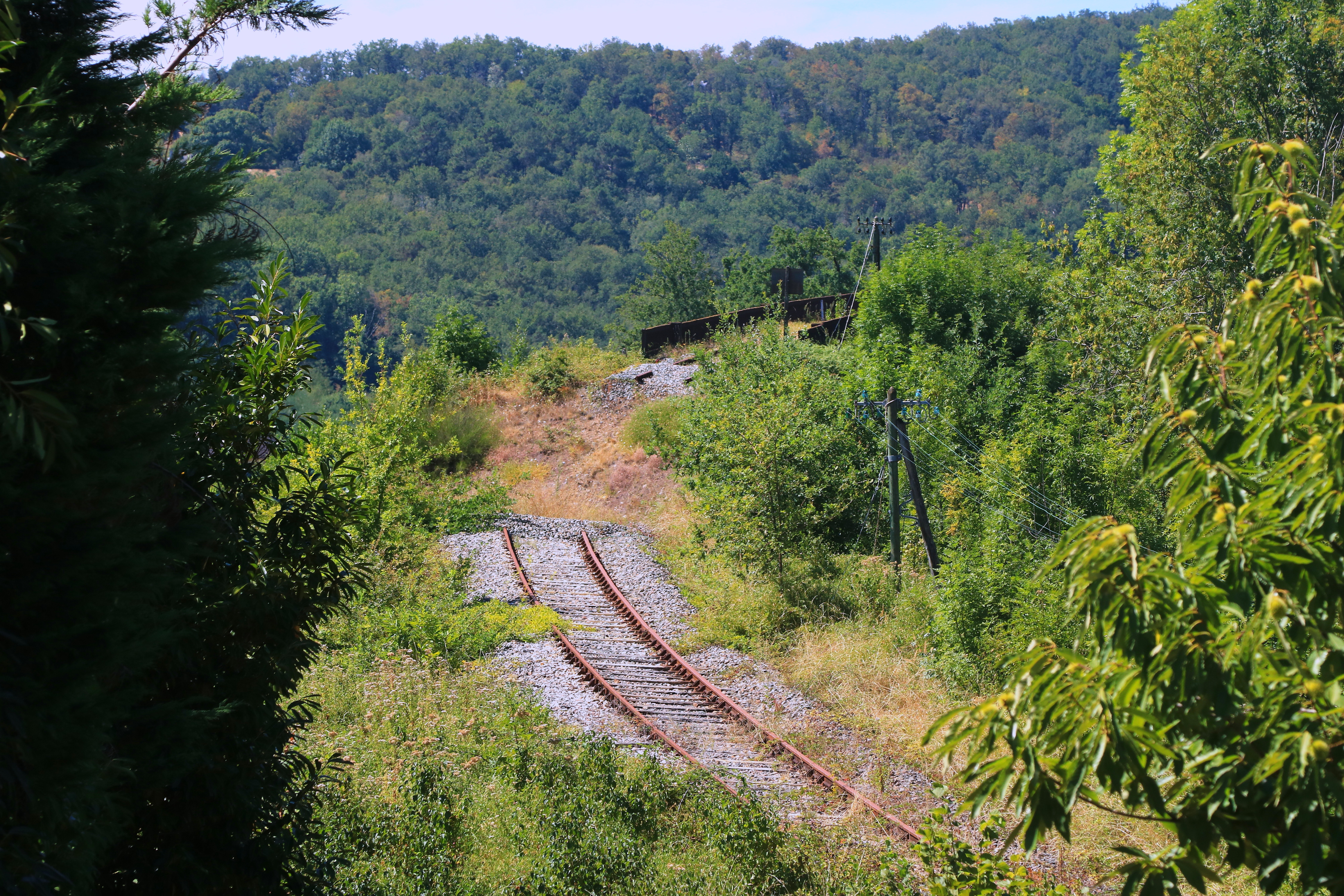
Portion coupée par effondrement à Vignols, sur la ligne Nexon - Brive.
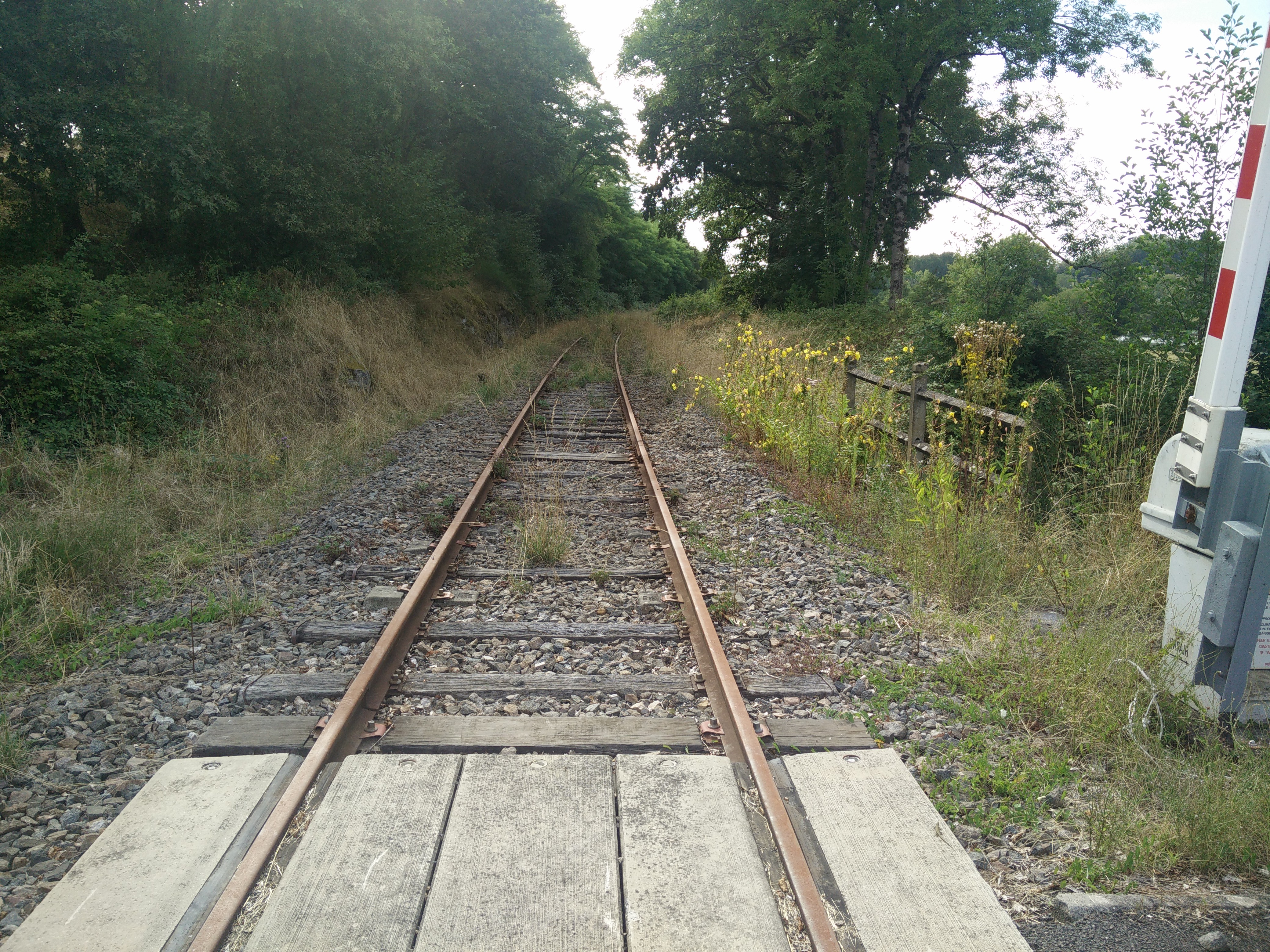
Voie envahie par la végétation (ligne de Limoges-Bénédictins à Angoulême suspendue depuis 2018), ici à Chabanais.

### Projets de développement
Si les lignes de cette étoile ont été relativement épargnées au fil de la réduction du réseau ferré national, jusqu'au milieu du XXe siècle, les dessertes s'en sont elles trouvées profondément modifiées, marquées d'une part par la difficulté du désenclavement de la région et de son intégration au réseau national et européen, et d'autre part par un effort de constitution autour d'un réseau régional (TER Limousin, puis TER Nouvelle-Aquitaine).
Ce patrimoine ferroviaire dense pousse certains acteurs à envisager une desserte fine du territoire haut-viennois et de l'agglomération de Limoges, sans rupture de charge, par le biais d'un tram-train, notamment défendu par le collectif BSP.
En juin 2023, la municipalité de Limoges s'engage formellement et à l'unanimité à soutenir le projet de tram-train métropolitain défendu par le collectif BSP.
La députée de Haute-Vienne Manon Meunier dépose un amendement à la proposition de loi sur les services express régionaux métropolitains (SERM), qui permet aux communautés urbaines, comme celle de Limoges, d'être concernées par le dispositif. D'abord écarté des perspectives de financement, le projet de RER métropolitain limougeaud, élargi au territoire du Périgord, retrouve une existence dans les discours de l'administration fin novembre 2024, dans l'attente de moyens financiers associés.
La mise en service de rames légères constitue aussi un motif d'espoir pour le maintien et la modernisation de l'étoile ferroviaire de Limoges.